# Johann Humenberger
Johann Humenberger, auch Hans Humenberger (* 12. Oktober 1963 in Haslach an der Mühl, Oberösterreich) ist ein österreichischer Mathematiker. Er ist Professor für Mathematik mit besonderer Berücksichtigung der Didaktik der Mathematik an der Fakultät für Mathematik der Universität Wien.
Humenberger studierte Lehramt der Mathematik und Leibeserziehung an der Universität Wien, wo er 1993 bei Hans-Christian Reichel und Harald Rindler zum Thema Fundamentale Ideen der angewandten Mathematik und ihre Umsetzung im Unterricht promoviert wurde und sich 1998 habilitierte.
Daneben war er von 1988 bis 2000 als Lehrer an verschiedenen Wiener Gymnasien tätig. Nach 2000 hatte er akademische Positionen an der Universität Dortmund und der Universität Duisburg-Essen inne, bevor er 2005 als Professor an die Universität Wien zurückkehrte.
Humenberger ist Herausgeber einer Schulbuch- und Arbeitsbuchreihe für Mathematik.

## Schriften
- Herausgeber mit A. Büchter, St. Hußmann, S. Prediger Realitätsnaher Mathematikunterricht – vom Fach aus und für die Praxis. Festschrift zum 60. Geburtstag für H.-W. Henn, Franzbecker, Hildesheim, 2006
- mit H.-C. Reichel Fundamentale Ideen der Angewandten Mathematik und ihre Umsetzung im Unterricht, BI-Verlag, Mannheim-Wien-Zürich, 1995 (aus der Dissertation entstanden)
- mit G. Hanisch, H.-C. Reichel Fachbereichsarbeiten und Projekte im Mathematikunterricht, Hölder-Pichler-Tempsky, Wien, 1991
- Herausgeber Das ist Mathematik 1 – 4. Lehrbuch und Aufgabensammlung für die 1. – 4. Klasse der allgemein bildenden höheren Schulen und der Hauptschulen, Öbv, Wien